# Steffi Niederzoll
Steffi Niederzoll (* 1981 in Nürnberg) ist eine deutsche Regisseurin und Drehbuchautorin.

## Leben und Karriere
Niederzoll studierte an der Kunsthochschule für Medien Köln und an der Internationalen Hochschule für Film und Fernsehen (Escuela Internacional de Cine y TV) in Kuba. Außerdem nahm sie auch an Regie-Masterclass-Kursen teil. Ihre Kurzfilme wurden auf verschiedenen Filmfestivals gezeigt.
Von Oktober 2019 bis Januar 2020 war Niederzoll Stipendiatin des Residenzprogramms der Tarabya Cultural Academy, einer von der Deutschen Botschaft Ankara verwalteten und dem Goethe-Institut Istanbul unterstellten Einrichtung, die Künstlerinnen und Künstler verschiedener Disziplinen mit dem Ziel unterstützt, den deutsch-türkischen Kulturaustausch zu fördern.
2023 wurde ihr Dokumentarfilm Sieben Winter in Teheran in der Sektion Perspektive Deutsches Kino der 73. Berlinale zum ersten Mal vorgeführt. Ihr erster langer Film ist eine deutsch-französische Koproduktion und beschreibt das Schicksal der Iranerin Reyhaneh Jabbari. Im selben Jahr erschien auch das Buch Wie man ein Schmetterling wird, das Jabbaris Leben beschreibt und von Jabbaris Mutter und Steffi Niederzoll geschrieben wurde. Die beiden Frauen lernten sich 2017 in der Türkei kennen. Nachdem Niederzoll das Material, das im Besitz von Jabbaris Mutter war, gesehen hatte, beschloss sie, daraus einen Film zu machen.
Niederzoll widmet sich nicht nur der Filmkunst, sondern auch interdisziplinären künstlerischen Arbeiten. 2017 nahm sie während des G-20 Gipfels in Hamburg an der Performance des Kollektivs „1000 Gestalten“ teil. Andere ihrer kollektiven künstlerischen Arbeiten wurden auf dem Brechtfestival, in der Kunsthalle Baden-Baden sowie im Museum für zeitgenössische Kunst in Roskilde und Vejle, Dänemark gezeigt.

## Auszeichnungen
Niederzolls Film Lea nahm an der 58. Berlinale 2008 in der Sektion Perspektive Deutsches Kino teil. In derselben Sektion feierte auch ihr Film Sieben Winter in Teheran im Februar 2023 seine Weltpremiere. Der Film wurde wegen seines Iran-Bezugs besonders hervorgehoben und auf der Berlinale mit dem Friedensfilmpreis 2023 ausgezeichnet. Außerdem gewann Niederzoll mit Sieben Winter in Teheran auch den Kompass-Perspektive Preis.
Im April 2023 erhielt Niederzoll für Sieben Winter in Teheran den Roman Brodman Preis für den politischen Dokumentarfilm, der vom Haus des Dokumentarfilms, dem Europäischen Medienforum Stuttgart e.V. (HDF) und dem Institut für Medien- und Kommunikationspolitik verliehen wird. Dieser Film nahm auch am kanadischen Hot Doc Festival 2023 teil und kam unter die von den Zuschauern gewählten 20 beliebtesten Filmen.
2024 erhielt Niederzoll für Sieben Winter in Teheran den Bayerischen Filmpreis. In der Begründung der Jury stand: „Die Filmemacherin und ihr Team tauchen mit Hingabe in eine fremde Kultur und Sprache ein, um die Ungerechtigkeiten des iranischen Rechtssystems aufzudecken. Der Film fasziniert durch die geschickte Integration verschiedener Tonmaterialien, die sich gemeinsam mit der Visualisierung zu einem einzigartigen Gesamtkunstwerk vereinen.“
2024 wurde sie für den Film Sieben Winter in Teheran in der Kategorie Bester Dokumentarfilm mit dem Deutschen Filmpreis ausgezeichnet. Mit der Editorin Nicole Kortlüke gewann Sieben Winter in Teheran zudem in der Kategorie Bester Schnitt.

## Filmografie
- 2001: Je cherche Armand (Kurzfilm)[15]
- 2003: Rio von der Motz (Kurzfilm)
- 2003: Heimkehrer (Regieassistenz)
- 2003/2004: Lormen (Ton)
- 2004: Pethutanten (Kurzfilm, Regie)
- 2005: Als zöge die Landschaft (Kurzfilm, Regie und Drehbuch)
- 2006: Solange du hier bist (Drehbuchleitung)
- 2006: Ein Sommer lang (Regie und Drehbuch)
- 2008: Lea (Regie und Drehbuch)
- 2009: Bergig (Kurzfilm, Drehbuch mit Julia Daschner)
- 2009: Die Liebe der Kinder (Darstellerin)
- 2015/2016: Der traumhafte Weg (Darstellerin)
- 2023: Sieben Winter in Teheran (Regie und Drehbuch)